# Booleroo Centre
Booleroo Centre är en ort i Australien. Den ligger i kommunen Mount Remarkable och delstaten South Australia, omkring 230 kilometer norr om delstatshuvudstaden Adelaide. Antalet invånare är 486.
Trakten runt Booleroo Centre är nära nog obefolkad, med mindre än två invånare per kvadratkilometer.. Närmaste större samhälle är Wirrabara, omkring 19 kilometer sydväst om Booleroo Centre. 
Trakten runt Booleroo Centre består till största delen av jordbruksmark. Genomsnittlig årsnederbörd är 407 millimeter. Den regnigaste månaden är maj, med i genomsnitt 62 mm nederbörd, och den torraste är oktober, med 9 mm nederbörd.